# Bankowość islamska
Bankowość islamska – system bankowy, który jest zgodny z zasadami prawa muzułmańskiego (szariat) oraz jego zastosowanie we wsparciu rozwoju gospodarek krajów lub społeczności islamskich. Wśród zakazów określonych w prawie islamskim znajdują się m.in. zakaz lichwy, czyli bogacenia się na skutek pożyczania pieniędzy na wysoki procent (zakaz ten znajduje się również w Starym Testamencie) oraz inwestowania pieniędzy w działalność, której celem jest oferowanie dóbr i usług niezgodnych z podstawowymi wartościami islamu (np. produkcja broni czy alkoholu).

## Zasady działania bankowości islamskiej
Kluczową cechą bankowości islamskiej jest więc rezygnacja z oprocentowania oraz odsetek. Źródłem zysku w takim modelu bankowości nie są odsetki ani kreacja długu kredytowego, ale produkcja dóbr i udział w zyskach z ich sprzedaży. Instytucje finansowe przekazują środki na rozwój sektora produkcji oraz usług. Tym samym pieniądze inwestowane są bezpośrednio w gospodarkę realną i w założeniu nie dochodzi do „sztucznej” kreacji pieniądza oraz do działań spekulacyjnych. Służą temu odpowiednio skonstruowane produkty bankowe, których główną cechą jest brak oprocentowania oraz odsetek. Do grupy podstawowych produktów bankowości islamskiej należy zaliczyć takie instrumenty jak Mudaraba, Muszaraka, Murabaha, Idżara, Kard Hasan.
Inwestowanie bezpośrednio w sferę realną gospodarki związane jest z ważną regułą, która towarzyszy inwestycjom w świecie islamu, tj. kierowaniem się interesem i wsparcie wspólnoty. Oznacza to, że nie jest możliwe np. finansowe wspomaganie produkcji pornografii, gdyż zdaniem muzułmanów przedsięwzięcie to niszczy więzi rodzinne, społeczne, międzyludzkie.
Inną istotną cechą towarzyszącą bankowości bezodsetkowej jest solidarne dzielenie ryzyka kredytowego. Ma to swoje odzwierciedlenie w proporcjonalnym podziale pomiędzy bank i klienta przyszłych zysków lub strat z zainwestowanych środków.
Bank działający w oparciu o model bankowości islamskiej nie pomnaża pieniędzy na zasadzie kreacji długów, ale operuje rzeczywistym kapitałem pochodzącym z depozytów. Deponent ponosi zatem rzeczywiste ryzyko, które daje mu prawo do udziału w realnie osiągniętym zysku. Wielkość zysku nie jest wcześniej znana, nie wynika bowiem z ustalonego wcześniej procentu tylko z zysku wypracowanego w procesie gospodarowania. Zgodnie z bankowością islamską bank i klient działają razem, dzieląc między siebie zarówno zysk oraz ryzyko straty, jak i samą stratę.
Waga jest przywiązywana do równości stron i respektowania umów, również tych zawartych ustnie. Umowy nie powinny wprowadzać klienta w błąd, tzn. powinny być zrozumiałe dla każdej ze stron.

## Historia bankowości islamskiej
Pierwszy islamski bank powstał w Egipcie w 1963 roku i funkcjonuje do dziś. Spełnia raczej rolę społeczną niż bankową. Jego działalność została ograniczona do trzech podstawowych funkcji:
- kupna i sprzedaży towarów po cenach niższych od cen rynkowych,
- oferowania usług społecznych: pożyczki tzw. dobroczynne (nieoprocentowane) na cele alimentacyjne, wypłacanie zasiłków dla osób w wieku emerytalnym niemających emerytur oraz dla inwalidów niemających rent,
- uzyskiwania dobrowolnych datków (jałmużny) przeznaczonych na pomoc potrzebującym.

## Bankowość islamska w obliczu kryzysu finansowego
W obliczu globalnego kryzysu finansowego, którego skutki są podstawą do podważania zasad, na których opiera się tradycyjna bankowość systemu rezerwy cząstkowej, bankowość islamska stała się przedmiotem ożywionych dyskusji, chociażby ze względu na dynamiczny (dwucyfrowy) wzrost. Jako główny czynnik przewagi bankowości islamskiej nad tradycyjną bankowością systemu rezerwy cząstkowej w czasach kryzysu finansowego wymienia się oparcie tej pierwszej na fundamentalnych zasadach moralnych, co przekłada się na następujące antykryzysowe kwestie:
- kraje islamskie nie poniosły strat wskutek inwestycji w instrumenty pochodne, gdyż korzystanie z tego rodzaju instrumentów jest zakazane i uznawane za obrót niematerialnym towarem.
- wierni wyznający islam zachęcani są do brania czynnego udziału w obrocie gospodarczym – takie działanie jest zgodne z wiarą muzułmańską, gdyż prowadzi do ogólnego dobrobytu społeczeństwa.
- banki islamskie stabilizują gospodarkę, poprzez to, że same dysponują zrównoważoną strukturą aktywów i pasywów. Ich działalność powoduje, że kapitał w kraju staje się mniej spekulacyjny, jest inwestowany w realną sferę gospodarki.

## Rozwój bankowości islamskiej
Bankowość islamska przeżywa obecnie dynamiczny rozwój w wielu państwach świata. Największe banki zachodniej Europy (Citi Corp., Societe Generale, Deutsche Bank oraz Bank of England) tworzą własne oddziały islamskiej bankowości bezodsetkowej.
Państwem aktywnie wspierającym bankowość islamską jest Turcja.
Również w Polsce, wraz z coraz częstszymi inwestycjami pochodzącymi z krajów islamskich, sporadycznie pojawiają się niektóre formy pożyczek zgodnych z szariatem (np. murabaha forma pożyczki zbieżna w pewnym zakresie z kredytem kupieckim).